# صاریغ دم‌حلقه‌ای گوشه‌گیر
صاریغ دم‌حلقه‌ای گوشه‌گیر (نام علمی: Pseudochirops coronatus) کیسه‌داری از تیره شبه‌دستان، سردهٔ شبه‌دست‌ها است که در اندونزی یافت می‌شود. در سیاهه قرمز IUCN، این جانور در وضعیت آسیب‌پذیر طبقه‌بندی شده است.